# Wolfgang von Trips
Wolfgang Alexander Albert Eduard Maximilian Reichsgraf Berghe von Trips (Colônia, 4 de maio de 1928 — Monza, 10 de setembro de 1961) foi um automobilista alemão de Fórmula 1 que morreu no Grande Prêmio da Itália de 1961. Jim Clark tocou em seu carro, que "levantou voo" pouco antes da curva Parabólica. Von Trips e mais catorze pessoas morreram.
Von Trips foi o maior piloto alemão antes do surgimento de Michael Schumacher. Depois da Segunda Guerra Mundial, von Trips inspirou a milhões de alemães. Em 10 de setembro de 1961 poderia haver conseguido a grande cobiça de sua carreira desportiva, assegurando um terceiro lugar no Grande Prêmio da Itália, o que faria von Trips obter o título de campeão do mundo naquele ano. O que seria um sonho acabou num fim trágico: a Ferrari de von Trips se colidiu com a Lotus de Jim Clark; o chassi do alemão voou pelos ares graças ao toque e também se chocou com as barreiras de proteção onde havia 14 pessoas que acabaram morrendo atropeladas pelo carro de von Trips.
A crença que von Trips teve apenas seu destino adiantado, quando no mesmo dia de sua morte ele iria pegar um avião junto com um ex-companheiro rumo aos Estados Unidos e aquele caiu e explodiu na Escócia, não passa de uma lenda urbana.

## Todos os Resultados na Fórmula 1
(legenda) (Corrida em negrito indica pole position)
| Ano  | Equipe                | Chassis             | Motor       | 1       | 2         | 3     | 4       | 5       | 6       | 7       | 8       | 9     | 10      | 11  | Posição | Pontos   |
| ---- | --------------------- | ------------------- | ----------- | ------- | --------- | ----- | ------- | ------- | ------- | ------- | ------- | ----- | ------- | --- | ------- | -------- |
| 1956 | Scuderia Ferrari      | Lancia-Ferrari D50  | Ferrari V8  | ARG     | MON       | 500   | BEL     | FRA     | GBR     | GER     | ITA DNS |       |         |     | 0       | NC       |
| 1957 | Scuderia Ferrari      | Lancia-Ferrari D50A | Ferrari V8  | ARG 6 * |           |       |         |         |         |         |         |       |         |     | 4       | 14º      |
| 1957 | Scuderia Ferrari      | Ferrari 801         | Ferrari V8  |         | MON Ret † | 500   | FRA     | GBR     | GER     | PES     | ITA 3   |       |         |     | 4       | 14º      |
| 1958 | Scuderia Ferrari      | Ferrari Dino 246    | Ferrari V6  | ARG     | MON Ret   | NED   | 500     | BEL     | FRA 3   | GBR Ret | GER 4   | POR 5 | ITA Ret | MOR | 9       | 11º      |
| 1959 | Dr Ing hcf Porsche KG | Porsche 718 F2      | Porsche F4  | MON Ret | 500       | NED   | FRA     | GBR     | GER DNS | POR     | ITA     |       |         |     | 0       | NC (23º) |
| 1959 | Scuderia Ferrari      | Ferrari Dino 246    | Ferrari V6  |         |           |       |         |         |         |         |         | USA 6 |         |     | 0       | NC (23º) |
| 1960 | Scuderia Ferrari      | Ferrari Dino 246    | Ferrari V6  | ARG 5   | MON 8     | 500   | NED 5   | BEL Ret | FRA 11  | GBR 6   | POR 4   |       |         |     | 10      | 7º       |
| 1960 | Scuderia Ferrari      | Ferrari 246P F2     | Ferrari V6  |         |           |       |         |         |         |         |         | ITA 5 |         |     | 10      | 7º       |
| 1960 | Scuderia Centro Sud   | Cooper T51          | Maserati L4 |         |           |       |         |         |         |         |         |       | USA 9   |     | 10      | 7º       |
| 1961 | Scuderia Ferrari      | Ferrari 156         | Ferrari V6  | MON 4   | NED 1     | BEL 2 | FRA Ret | GBR 1   | GER 2   | ITA Ret | USA     |       |         |     | 33      | 2º       |

* Corrida disputada em conjunto com Cesare Perdisa e Peter Collins
† Corrida disputada em conjunto com Mike Hawthorn

#### Vitórias de Wolfgang von Trips na Fórmula 1
| - Grande Prêmio da Holanda de 1961 (Zandvoort) | - Grande Prêmio da Grã-Bretanha de 1961 (Aintree) |

## Outros resultados

### 24 Horas de Le Mans
| Ano  | Equipe               | Veículo                 | Equipe-companheiro      | Colocação | Nota         |
| ---- | -------------------- | ----------------------- | ----------------------- | --------- | ------------ |
| 1956 | Porsche KG           | Porsche 550A/4 RS Coupé | Richard von Frankenberg | 5º        | Classe S 1.5 |
| 1958 | Scuderia Ferrari     | Ferrari 250TR 58        | Wolfgang Seidel         | DNF       | Acidente     |
| 1959 | Porsche KG           | Porsche 718 RSK         | Joakim Bonnier          | DNF       | Acoplamento  |
| 1960 | Scuderia Ferrari SpA | Ferrari 250TR 59/60     | Phil Hill               | DNF       | Pane seca    |
| 1961 | Scuderia Ferrari     | Ferrari Dino 246SP      | Richie Ginther          | DNF       | Pane seca    |

### 12 Horas de Sebring
| Ano  | Equipe                   | Veículo            | Co-piloto(1)       | Co-piloto(2)   | Co-piloto(3)   | Colocação | Razão de falha    |
| ---- | ------------------------ | ------------------ | ------------------ | -------------- | -------------- | --------- | ----------------- |
| 1956 | Porsche KG               | Porsche 550 Spyder | Hans Herrmann      |                |                | 6º        | Vitória na classe |
| 1957 | Ferrari Factory          | Ferrari 290MM      | Phil Hill          |                |                | DNF       | Bateria           |
| 1958 | Scuderia Ferrari         | Ferrari 250TR/58   | Mike Hawthorn      |                |                | DNF       |                   |
| 1959 | Porsche Auto Company     | Porsche 718 RSK    | Joakim Bonnier     |                |                | 3º        | Vitória na classe |
| 1961 | Sefac Automobile Ferrari | Ferrari 250TRI     | Giancarlo Baghetti | Willy Mairesse | Richie Ginther | 2º        |                   |